# Gasthof Fuchs
Der Gasthof Fuchs ist ein denkmalgeschütztes Anwesen in Weismain, einer Stadt im oberfränkischen Landkreis Lichtenfels im Norden des Freistaates Bayern.
Der ehemalige Brauereigasthof Fuchs in Weismain, Am Markt 8, hat eine fast 600-jährige Geschichte. Das heutige, historische Gebäude (Einzeldenkmal in der Bayerischen Denkmalliste, AZ D-4-78-176-177) wurde 1796 erbaut. Erstmals wurde das Anwesen 1435 urkundlich erwähnt. Anfänglich diente es als Herberge für Äbte und Mönche des Kloster Langheim.

## Die Anfänge im 15. und 16. Jahrhundert
Nach der Zerstörung Weismains durch die Hussiten im Jahr 1430 bemühte sich das Kloster Langheim um die Wiederbesiedlung der Hofstätten. Am Freitag nach Lichtmess im Jahr 1435 schloss Abt Friedrich einen Pachtvertrag mit Albrecht Schwertfeger, der sich verpflichtete, eine Hofstätte nahe dem Kirchhof zu bebauen. Geplant waren Wohnräume und Stallungen für vier Pferde zur Nutzung durch den Abt und seine Gefolgschaft. Als Gegenleistung erhielt Schwertfeger Bauholz sowie Nutzungsrechte an Ackerland und einem Garten.
Schwertfeger, Mitglied einer Gebetsbruderschaft, gilt als Stammvater der Familie Schwertmacher, die später mehrfach das Bürgermeisteramt in Weismain innehatte. Eine Schankgerechtigkeit ist für jene Zeit nicht belegt, wird aber vermutet – auch wegen der bekannten Wertschätzung der Langheimer Mönche für gute Speisen und Getränke. Nach Albrecht Schwertfegers Tod im Jahr 1464 übernahm sein Sohn Kunz Schwertfeger den Besitz. Kunz war ein wohlhabender und angesehener Bürger, der 1465 und 1483 zum Bürgermeister gewählt wurde. Er war auch als Ratsherr und Steuereinnehmer tätig.
In den folgenden Jahrzehnten bis zum Jahr 1632 wechselte der Gasthof mehrfach den Besitzer. Zu den Eigentümerfamilien zählten unter anderem die Familien: Morch, Weysensteter, Endter, Wydman, Wiedmann, Schmidt, Köberlein, Schmidt und Hornung.

## 17. Jahrhundert und Dreißigjähriger Krieg
Im Jahr 1633 erwarb Hans Handel den Gasthof. Während des Dreißigjährigen Krieges, fand der Abt von Langheim, Nikolaus Eber, mit einigen Mönchen Zuflucht im Gasthof, nachdem das Kloster geplündert und verwüstet worden war. Der Gasthof diente als „kleines Kloster“ und bot den Mönchen inmitten des Krieges eine vorübergehende Heimat.
Hans Handel, Gastwirt, Bürgermeister und Gotteshauspfleger in Weismain, war der Vater von Peter Handel, von dem die österreichischen Freiherrn Handel-Mazzetti und unter anderem die Dichterin Enrica von Handel-Mazzetti abstammen. Hans Handels Ehefrau Margarethe Handel, geborene Knauer, war eine Cousine von Mauritius Knauer, der von 1649 bis 1664 Abt des Zisterzienserklosters Langheim war und den sogenannten Hundertjährigen Kalender verfasste.
Margarethe Handel geriet im Jahr 1674 im Alter von 75 Jahren unter den Verdacht der Hexerei und wurde in Bamberg gefoltert. Zwar wurde sie letztlich vom Vorwurf der Hexerei freigesprochen, verstarb jedoch an den Folgen der erlittenen Folter.

## Die Familie Fuchs übernimmt den Gasthof

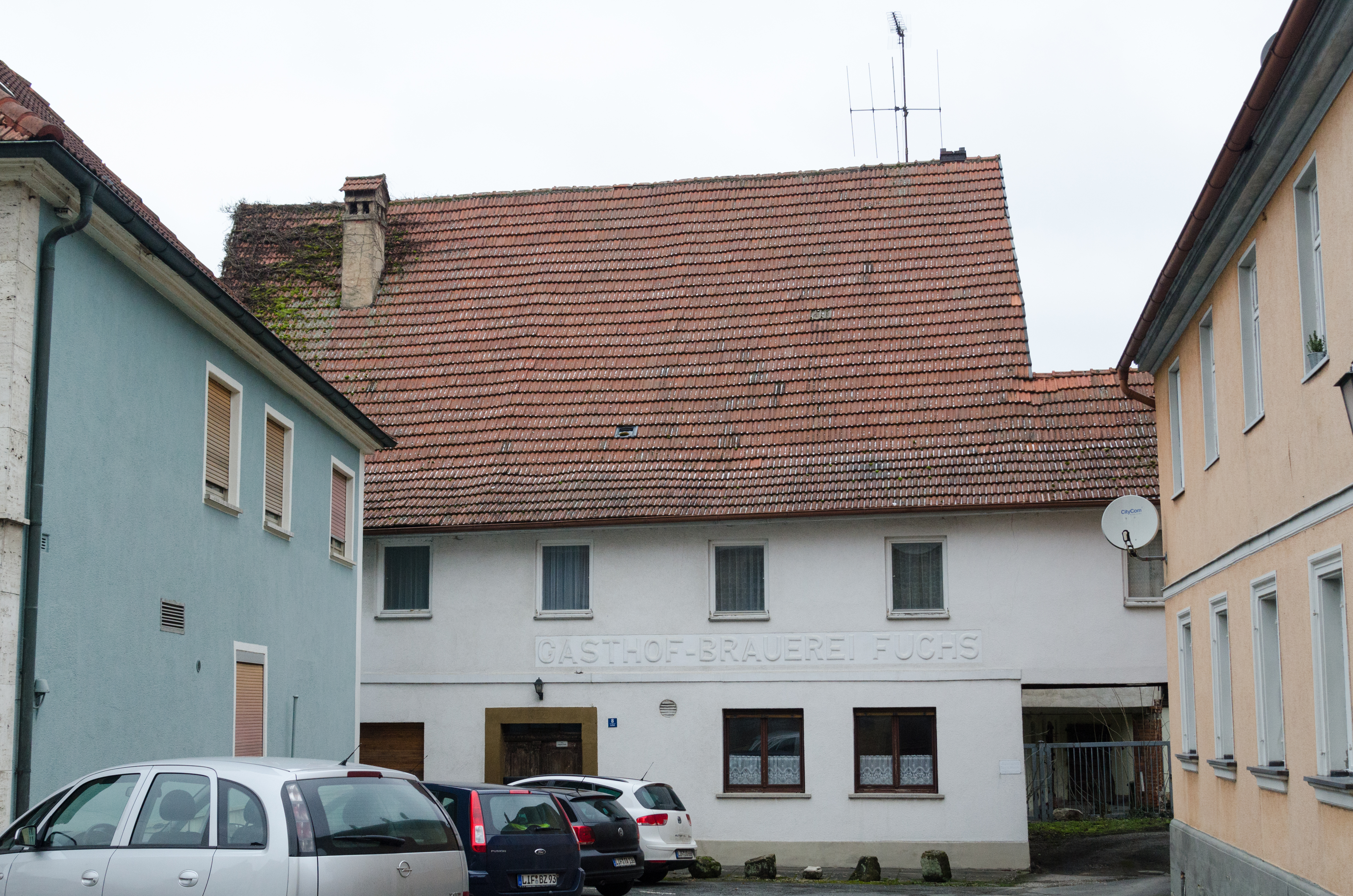
Ehemaliger Gasthof Fuchs in Weismain

Im Jahr 1708 erwarb der Metzger Georg Fuchs das Anwesen. Georg Fuchs stammte aus einer Metzgerfamilie, die bereits seit 1612 in Weismain ansässig war. Die Familie prägte die Geschichte des Gasthofs in den folgenden Jahrhunderten. Der Gastwirt und Metzger Reichard Fuchs, der 1746 den Gasthof übernahm amtierte als Bürgermeister, Gotteshauspfleger und Heimatforscher. Seine Tochter Rosina war die Mutter von Ignaz Ritter von Rudhart, der später zum Ministerpräsidenten von Griechenland aufstieg und Georg Thomas Ritter von Rudhart, Professor für Geschichte in Bamberg und München. Reichard Fuchs Sohn Georg Thomas ließ den Gasthof 1796 in seiner heutigen Gestalt neu erbauen. Im Jahr 1874 gründete der Metzger und Gastwirt Georg Michael Fuchs auf dem Anwesen die Brauerei Fuchs. In den 1930er Jahren wurden 10 Fremdenbetten betrieben. Der Braubetrieb wurde bis zum Jahr 1978 fortgeführt, während der Gasthof noch bis zum Jahr 2000 bestand.

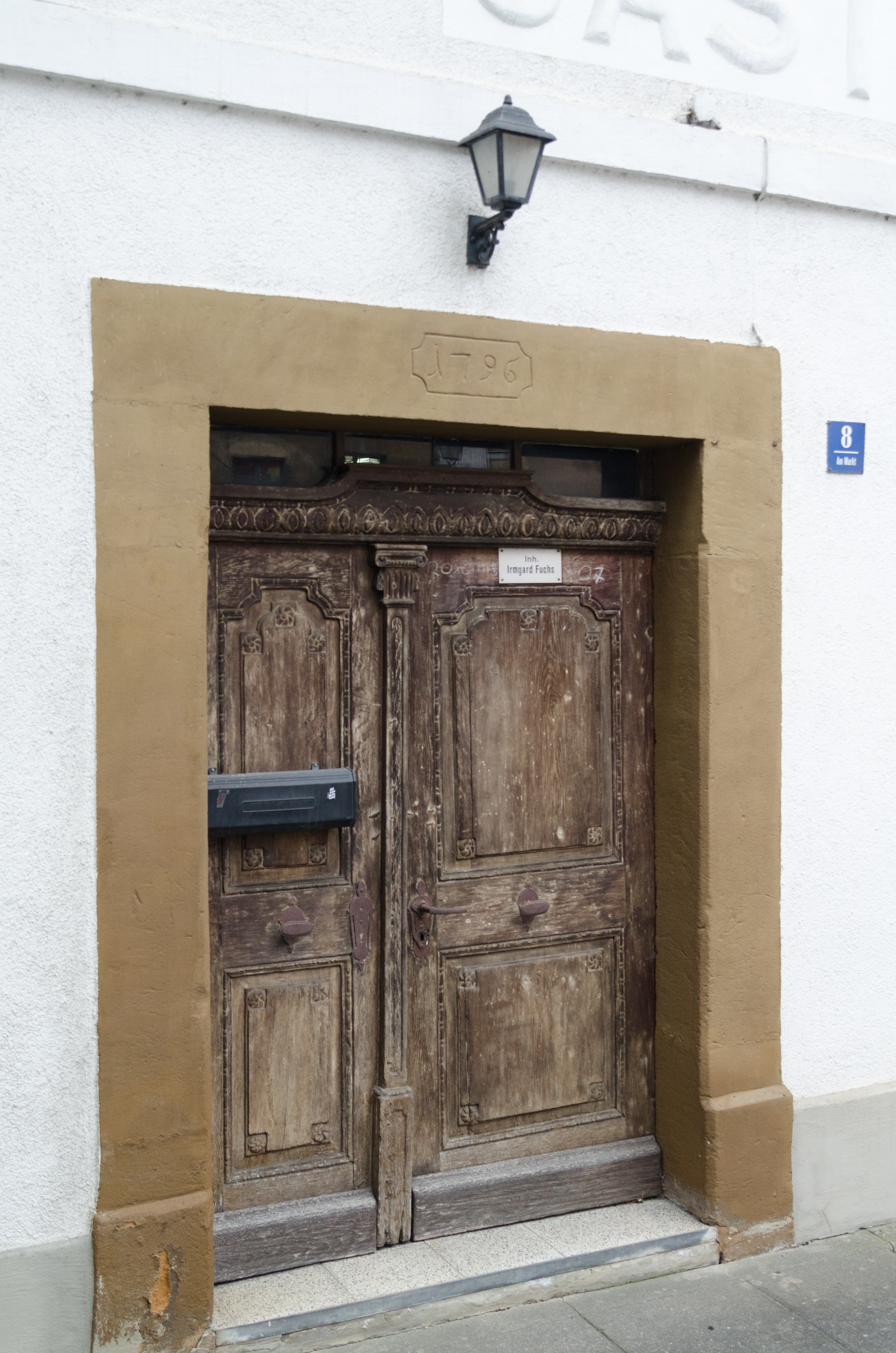
Portal von 1796 und historische Eingangstür im Gasthof Fuchs, Weismain

Den vorliegenden Quellen zufolge lässt sich vermuten, dass auf dem Anwesen über einen Zeitraum von nahezu 565 Jahren – von 1435 bis 2000 – durchgängig ein Gasthof betrieben wurde.

## Der Gasthof heute
In der ehemaligen Scheune des Anwesens finden Theater, Konzerte und jährlich der Weismainer Scheunenmarkt statt. Dieser Markt für Hobbykünstler und Kunsthandwerker lockt Besucher aus der ganzen Region an.